# MacDonald Taylor, Jr.
MacDonald Taylor, Jr. (Christiansted, 22 de março de 1992) é um futebolista das Ilhas Virgens Americanas que atua como meio-campista. Atualmente está sem clube.
É filho do ex-goleiro MacDonald Taylor, que bateu o recorde de jogador mais velho a atuar em partidas de Eliminatórias para a Copa do Mundo, em 2004.

## Carreira
Taylor jogou por Skills, Seton Hill University, Brooklyn Knights e Helenites.
Atua desde 2006 na Seleção Virginense, estreando com apenas 14 anos. Desde então, foram 11 jogos e 2 gols.

## Títulos
Helenites
- Campeonato Virginense: 1 (2018–19)